# Chery Jaggi
Chery Jaggi (QQ6, кодова назва S21) — 5-дверний ліфтбэк, авто класу «B». Виготовляється в Китаї компанією Chery Automobile починаючи з 2006 року.  

## Опис

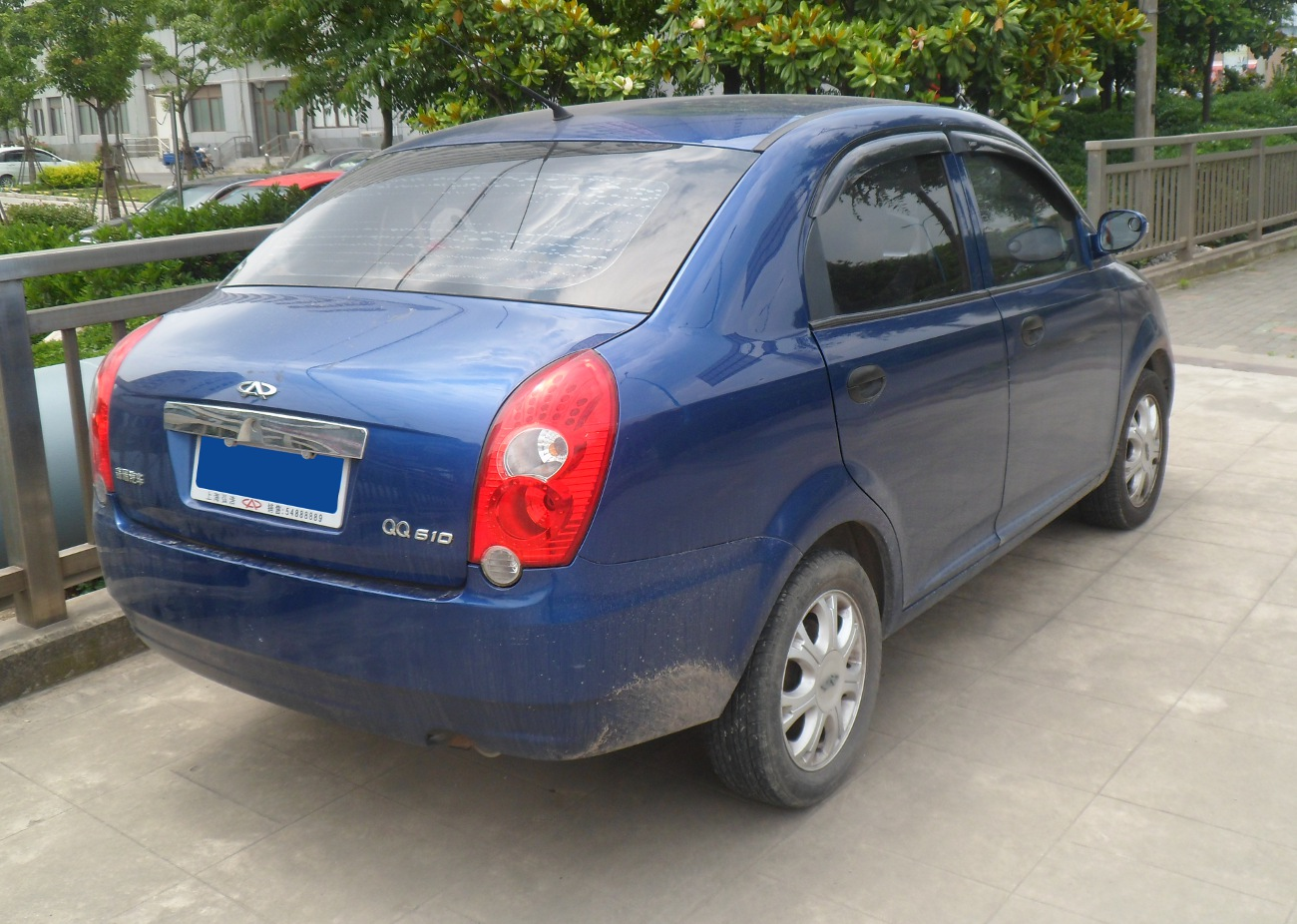
Chery QQ6

Авто створено на базі моделі QQ3, має інший дизайн передка, округлені форми багажника, фактично авто є ліфтбеком, нова сучасна оптика. 
У 2010 році модель модернізували.
Chery Jaggi представлено в Україні у трьох коплектаціях. Ціна коливається від 63680 до 74480 грн.

## Технічні характеристики

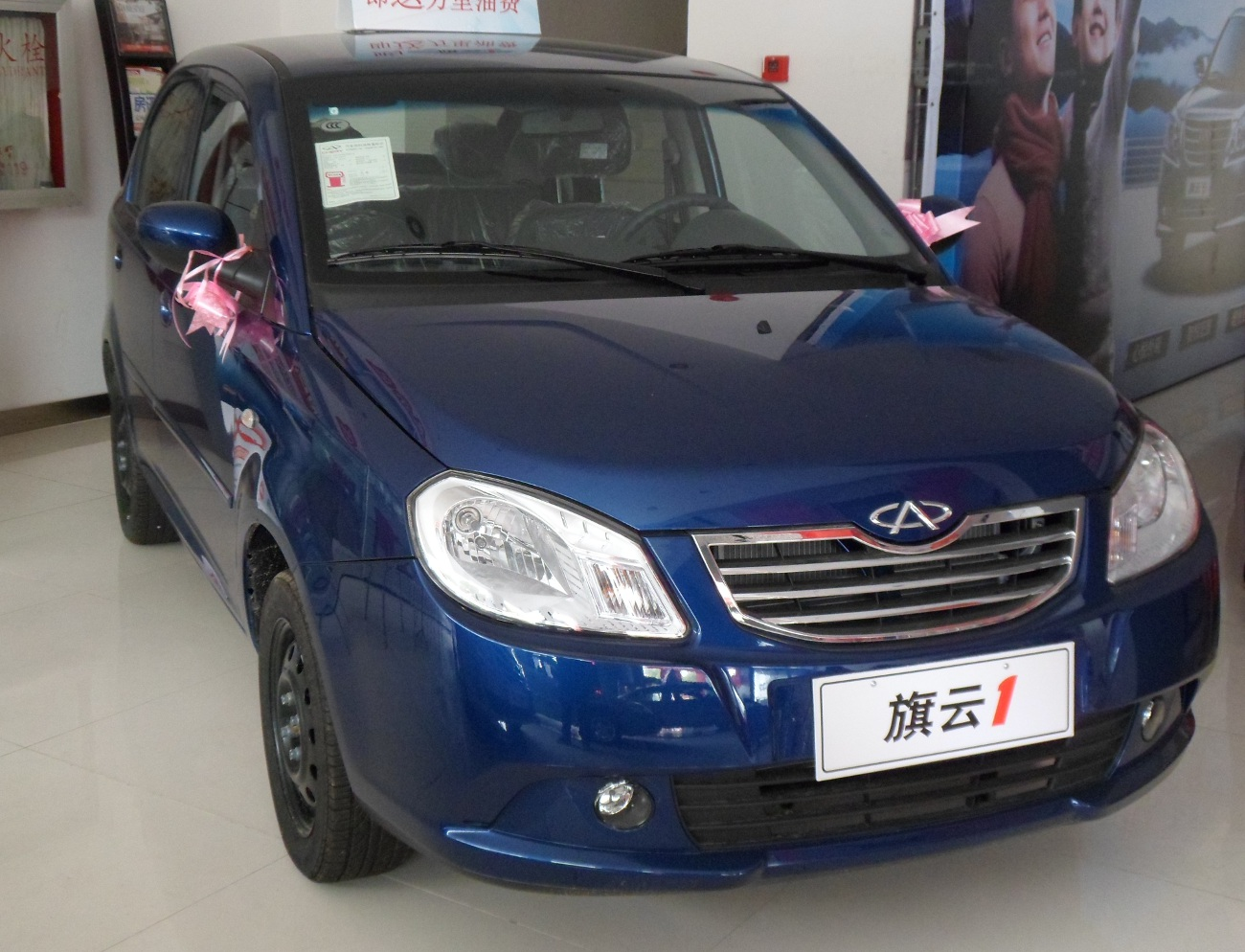
Chery Cowin 1

| Характеристика | Показник                  |
| Двигун         | 1.1 л або 1.3 л (81 к.с.) |
| Довжина        | 3998 мм                   |
| Висота         | 1535 мм                   |
| Ширина         | 1640 мм                   |
| База           | 2340 мм                   |